# Chaetolopha tafa
Chaetolopha tafa är en fjärilsart som beskrevs av Louis Beethoven Prout 1941. Chaetolopha tafa ingår i släktet Chaetolopha och familjen mätare. Inga underarter finns listade i Catalogue of Life.